# Partido Nacional Indonesio
El Partido Nacional Indonesio (en indonesio: Partai Nasional Indonesia, PNI) fue el nombre utilizado por varios partidos políticos nacionalistas en Indonesia desde 1927 hasta la década de 2000. El primer PNI fue establecido por el futuro presidente Sukarno. Después de la independencia, el nuevo PNI suministró varios primeros ministros y participó en la mayoría de los gabinetes en las décadas de 1950 y 1960. El partido se fusionó con el Partido Democrático Indonesio en 1973. En los años posteriores a las reformas de finales de la década de 1990, varios partidos que afirmaban ser la continuación de los PNI anteriores se presentaron a las elecciones, pero obtuvieron solo unos pocos escaños.

## Historia
El 4 de julio de 1927, Sukarno, un joven ingeniero en ese momento, formó un movimiento llamado Asociación Nacional de Indonesia. En mayo de 1928, el nombre se cambió a Partido Nacional de Indonesia. El objetivo de la organización era la independencia económica y política del archipiélago de Indonesia, en contra del régimen colonial holandés. A finales de 1929, la organización contaba con 10.000 miembros. Esto alarmó a las autoridades coloniales, y Sukarno y siete líderes del partido fueron arrestados en diciembre de 1929. Fueron juzgados por ser una amenaza para el orden público y en septiembre de 1930 recibieron sentencias de uno a tres años; Sukarno recibió la sentencia más larga. Sin su líder, el partido se paralizó y se disolvió en 1931.
Tras la Declaración de Independencia de Indonesia en agosto de 1945, el Partido Nacional de Indonesia fue restablecido como partido estatal. Sin embargo, fue disuelto el 1 de septiembre pues el gobierno lo consideraba un elemento innecesario.
En enero de 1946, se revivió el Partido Nacional de Indonesia, pero esta vez sin tener como miembro a Sukarno, quien como presidente estaba por encima de la política. El partido atrajo un apoyo considerable debido a que tenía el mismo nombre que el partido original de Sukarno, así como el partido de corta duración de agosto de 1945. El partido tuvo muchos puestos gubernamentales clave desde 1945 en adelante y ganó la mayor parte de los votos en las primeras elecciones generales de Indonesia en 1955. El programa del partido abrazaba sobre todo el nacionalismo; también favoreció un fuerte gobierno centralizado y el laicismo.
El ala izquierda del partido fue purgada tras el intento de golpe de Estado de 1965 por parte del Movimiento 30 de Septiembre, lo que debilitó al partido. Junto con otros ocho partidos políticos y la organización Golkar patrocinada por el gobierno, el PNI participó en las elecciones de 1971. Quedó tercero, pero obtuvo menos del 7% de los votos. En 1973, el PNI, junto con otros partidos nacionalistas y cristianos, se fusionó con el Partido Democrático Indonesio para limitar el número de partidos políticos y debilitar la oposición al régimen.
Después de la caída del presidente Suharto en 1998, varios partidos que afirmaban ser la continuación del PNI se presentaron a las elecciones, pero obtuvieron solo unos pocos escaños.